# Dschangali-Bewegung
Die Dschangali-Bewegung (auch Wäldlerbewegung oder Jangali-Bewegung; persisch نهضت جنگل Nehzat-e Dschangal bzw. جنبش جنگل Dschombesch-e Dschangal, von جنگل Dschangal, ‚Wald‘) war eine iranische Unabhängigkeits- und Demokratiebewegung. Sie entstand infolge der Konstitutionellen Revolution und der Besetzung des Irans durch Truppen des Russischen Kaiserreichs und Britischen Weltreichs während des Ersten Weltkriegs. Angeführt wurde die politisch linksorientierte Bewegung von Mirza Kutschak Khan.
Die Dschangali (جنگلی Jangali, „Wäldler“) kämpften ab 1915 in der Provinz Gilan gegen die Besatzung durch das zaristische Russland. Nachdem die russischen Truppen infolge der Februar- und Oktoberrevolution größtenteils den Iran verlassen hatten, sahen sich die Dschangalis einer Allianz aus den Truppen des weißgardistischen Generals Bitscherachow und den im Iran stationierten britischen Einheiten gegenüber. Diese rückten gemeinsam in den vom russischen Bürgerkrieg erschütterten Kaukasus vor, um antibolschewistische Kräfte zu unterstützen. In der darauffolgenden Schlacht von Mandschil erlitten die Dschangalis eine schwere Niederlage und mussten sich zurückziehen.
Nach einem vorübergehenden Partisanenkampf in den Wäldern Gilans gegen die britischen Truppen wurde ein Vertrag zwischen beiden Konfliktparteien ausgehandelt, der u. a. die freie Durchreise der Briten durch das von den Dschangalis kontrollierte Gebiet in Gilan zum Kaukasus gewährleisten sollte. Im Gegenzug sagten die Briten zu, sich nicht weiter in die inneren Angelegenheiten des Irans einzumischen.